# Mitis iudex Dominus Iesus
Mitis iudex Dominus Jesus (česky: Mírný soudce Pán Ježíš) je apoštolský list ve formě motu proprio „o reformě kanonických řízení neplatnosti manželství v Kodexu kanonického práva“. Dopis byl datovaný 15. srpna 2015 a vyhlášen byl 11. září 2015. Jeho ustanovení vstoupila v platnost 8. prosince 2015.
Mitis iudex Dominus Jesus je napsán pro latinskou církev, pro východní katolické sjednocené katolické církve je určen dokument Mitis et misericors Jesus (česky: Mírný a milosrdný Ježíš). V podstatě lze říci, že k usnadnění kanonického procesu o neplatnosti manželství bylo přijato následující opatření: v neplatnosti manželství může být rozhodnuto již v první instanci (doposud byly nutné alespoň dvě instance), odpovědný je místní biskup a na tento proces má právo každý pár.

## Důvody
Tím, že se jedná o motu proprio („vlastního popudu“) shrnuje papež František následující úmysl: chce především zdůraznit, že tento program přináší milosrdenství. Tenorem tohoto mota je výrok, že nikým by nemělo být porušeno, a tak se tento apoštolský list připojí do diskuse o „pastoračních výzvách rodiny v souvislosti s evangelizací“. Toto téma se mělo diskutovat podrobněji na Mimořádném valném shromáždění synody, která se konala v říjnu 2015. Kromě toho se stalo, že 8. prosince 2015, kdy vstoupilo v platnost, došlo současně k otevření Svatého roku milosrdenství (Misericordiae vultus).

## Vnitrokuriální kritika
Uvnitř římské kurie se objevil odpor ve formě kritiky samotného papeže. Hlavní námitka spočívala v tom, že papež obchází orgány příslušné ve věci a de facto přijímá koncept „katolického rozvodu“. V písemné kuriální dokumentaci se mluví o alarmujícím vývoji a papež je obviňován, že narušil legislativní proces.